# سلاریان
سلّاریان، سالاریان، آل مسافر، مسافریان، لنکریان، کنگریان یا غیره، خاندانی ایرانی از تبار دیلمیان و شیعهٔ اسماعیلی در قرن چهارم و پنجم هجری بود که در دیلم تأسیس شد و حاکمیت خود را به‌سمت شمال غرب ایران توسعه داد و بر آران و آذربایجان و بخش‌هایی از ارمنستان و دربند سلطه یافت.
طایفه‌ای در دیلم که سلاریان جزئی از ان بودند، رابطه نزدیک و تنگاتنگی با جستانیان داشت و تحت نفوذ آنها بود. در سال ۳۰۶ ه‍. ق، شرایط مناسبی برای به قدرت رسیدن محمد بن مسافر به‌وجود آمد و او سلسله جستانی را کنار زده و حکومت خودش را تأسیس کرد. درپی شورش فرزندان محمد در سال ۳۳۰، یعنی مرزبان و وهسودان، محمد از قدرت برکنار شد. وهسودان حکومت دیلمستان را به‌دست گرفت و مرزبان آران و آذربایجان را فتح کرد و در آنجا به حکومت می‌پرداخت. اوج قدرت سلاریان در دوران مرزبان بود و پس از او، براثر اختلاف بر سر جانشینی‌اش، حکومت سلاریان به‌صورت دو شاخه مجزای «آذربایجان و آران و ارمنستان» (که توسط فرزندان مرزبان اداره می‌شد) و «طارم» (که توسط وهسودان اداره می‌شد) تقسیم شد. درگیری‌های شدید میان طرفین، و ضعف مدیریتی فرزندان مرزبان، سلاریان را تضعیف کرد و سرانجام آنها آران و آذربایجان و ارمنستان را از دست دادند. پس‌ازاین، حکومت آنها در دیلمستان و طارم و شمیران ادامه یافت. مدت حضور آنها در قفقاز چندان طولانی نبود و حکومت سلاری عمدهٔ حیاتش را در طارم و قلعه‌های دیلمستان گذراند. سلاریان احتمالاً به‌دست اسماعیلیان الموت منقرض شدند.

## وجه تسمیه
پژوهشگران بر سر نام اصلی این سلسله اتفاق نظر ندارند. مورخان معاصر این سلسله نظیر ابن مسکویه و علی بن حسین مسعودی نامی برای آنها ذکر نکرده‌اند. مورخان و جغرافی‌دانان بعدی با عناوین مختلف آل لنجر، اللنجریون، آل مسافر، وهسودانیه، بنوسلّار، آل لنکر و آل کنکر و کنکریان از آنها یاد کرده‌اند.
این اختلاف به میان پژوهشگران معاصر نیز راه یافته است؛ شرق‌شناسان اروپایی آنان را مسافری یا سالاری خوانده‌اند. برخی پژوهشگران معاصر نظیر مادلونگ نیز معتقدند که سالاریان یا سلاریان از بقیه مشهورتر هستند و برخی نظیر ایرانیکا و دائرةالمعارف بزرگ اسلامی نیز مقالات خود با عنوان عنوان مسافریان یا آل مسافر نوشته‌اند.
کسروی برای هر شاخه یک نام قائل شده است و نام این دو شاخه را یکی ندانسته است. او معتقد است نام این سلسله در طارم، کنکریان و در آذربایجان، سلّاریان بوده است.

### سالار یا سلار یا سلّار
نام اصلی محمد بن مسافر سالار بود و ریشه نام سلّاریان در آن است. نخستین بار مسعودی مؤسس سلسله را ابن‌اسوار معروف به سلار خطاب می‌کند. همهٔ حاکمان سلاری، لقب سلّار یا سالار داشته‌اند. ابن مسکویه، ابن‌حوقل و ابن اثیر از مرزبان بن محمد با القابی نظیر سلار مرزبان یا سالار یاد کرده‌اند. از جستان بن مرزبان نیز با عناوینی نظیر ابن‌سلار یا سلار الدیلمی و از ابراهیم بن مرزبان، فرزند دیگر مرزبان، با عناوین السلار ابراهیم، سالار ابراهیم بن مرزبان و سلار ابراهیم مرزبان یاد شده است. برای آخرین حاکمان سالاری نیز از عنوان مشهور ابن‌سلّار استفاده شده است. همچنین روی سکه‌های باقیمانده از حاکمان سالاری همواره از سلار استفاده‌شده و «السلار» را به‌عنوان پیشوند پیش از نام خود روی سکه می‌نوشتند. برای مثال: السلار مرزبان بن محمد.
در منابع ارمنی نیز از اولین و آخرین فرد این سلسله در آذربایجان با لقب سالار یاد می‌شود.
پژوهشگران راجع به اطلاق سالار یا سلار نیز اختلاف نظر دارند. برخی مانند کسروی فقط از عنوان سالاریان استفاده کرده‌اند و برخی مانند مادلونگ سالار و سلار را با هم به‌کار برده‌اند ولی گروهی دیگر نیز مانند معتقدند که این نام هرگز به‌صورت سالار دیده نشده است و تنها سلّار درست است و حتی سلّار هم بدون تشدید نادرست می‌باشد و حتماً باید دارای تشدید باشد. تاریخ جامع ایران نیز آورده است که کاربرد سلار بسیار بیشتر از سالار بوده و سالار بسیار کم به‌کار رفته است.

## مذهب
این خود داستان شگفتی بود که دیلمان پس از سیصد سال دشمنی با اسلام و جنگ و خونریزی با مسلمانان چون به رهنمایی علویان اسلام راه پذیرفته راه به میان مسلمانان پیدا کردند و پنجاه سال نگذشت که بر بخش بزرگی از عالم اسلام فرمانروایی یافتند و نام دیلم پس از آنکه پیوسته با لعن و نفرین توأم بود این دفعه در منبرهای اسلام (حتی در مکه و مدینه) خطبه و دعا به نام ایشان می‌خواندند.— کسروی، شهریاران گمنام
آل مسافر پیرو تشیع اسماعیلی، و از نوع قرمطی آن بودند. حاکمان آل مسافر مانند سایر قرمطیان در این زمان با اسماعیلیان فاطمی اختلاف نظر داشته‌اند و از امامت خلفای فاطمی حمایت نمی‌کرده‌اند بلکه به غیبت محمد بن اسماعیل معتقد بودند. بااین‌وجود، برخی از مورخان نظیر عبدالحسین زرین‌کوب، مذهب اسماعیلی را بیشتر بهانه‌ای برای مخالف با خلافت عبای دانسته‌اند تا گرایش واقعی به مذهب.
سلاریان پس از فتوحات اسلام همچنان بر دین زرتشتی ماندند. مسلمانان فتوحات شان را تا مرز دیلمان ادامه دادند، اما هرگز موفق به ورود به کوه‌های دیلم نشدند. اسلام به وسیله داعیان علوی به‌میان دیلمیان راه یافت.
پس از قتل محمد بن زید توسط سامانیان در نزدیکی گرگان، ناصر کبیر به نزد جستان بن وهسودان در دیلم گریخت. وی به جستان اطمینان داد که درپی کسب قدرت سیاسی نیست و هدفش تنها تبلیغ اسلام است. مدتی بعد، بسیاری از دیلمیان و حتی شماری از خانواده جستان مسلمان شدند.
به‌نوشته مرعشی داعی ۱۴ سال (۲۸۷–۳۰۱ ه‍. ق) در دیلم بود و همهٔ مردم گیل و دیلم به دستش مسلمان شدند. به‌نظر می‌رسد خانواده مسافر نیز تا پیش از ۳۰۱ق به اسلام ایمان آوردند و به پیروی از سایر دیلمیان مذهب زیدی داشتند.
تغییر مذهب مسافریان، از شیعه زیدی به شیعه اسماعیلی، درمیان سال‌های ۳۰۰ تا ۳۳۰ق، و توسط داعیان اسماعیلی ری، به‌ویژه ابوحاتم رازی اتفاق افتاد. ابوحاتم، ابتدا حاکم ری، سپس در دیلم نخست اسفار شیرویه و سپس مرداویج را به مذهب خود دعوت نمود و توانست یکی از امیران جستانی به نام خسروفیروز را نیز به خود جذب کند.
در دوران حکومت سلاریان، مذهب اسماعیلی در مناطق تحت تصرفشان تبلیغ می‌شد. بااین‌حال، گرایش خاندان حکومتی سلاریان به تشیع اسماعیلی و تبلیغات داعیان اسماعیلی در زمان آنها در آذربایجان و دیلم، گرایش عامه مردم مناطق مذکور به مذهب اسماعیلیه را در پی نداشت.
الثائر، امام زیدی، درسال ۳۴۵ ه‍.ق برای کمک خواستن از مرزبان به آذربایجان رفته بود که علت این احتمالاً تشابه کلی مذهبی بین آنها بوده است.

## تبار
آل مسافر خاندانی دیلمی بودند. ابوعلی مسکویه، مسعودی، عزالدین بن اثیر، و نویسندگان متأخری مانند مینورسکی، باسورث، و کسروی، این مسئله را تأیید کرده‌اند.

## پیش‌زمینه

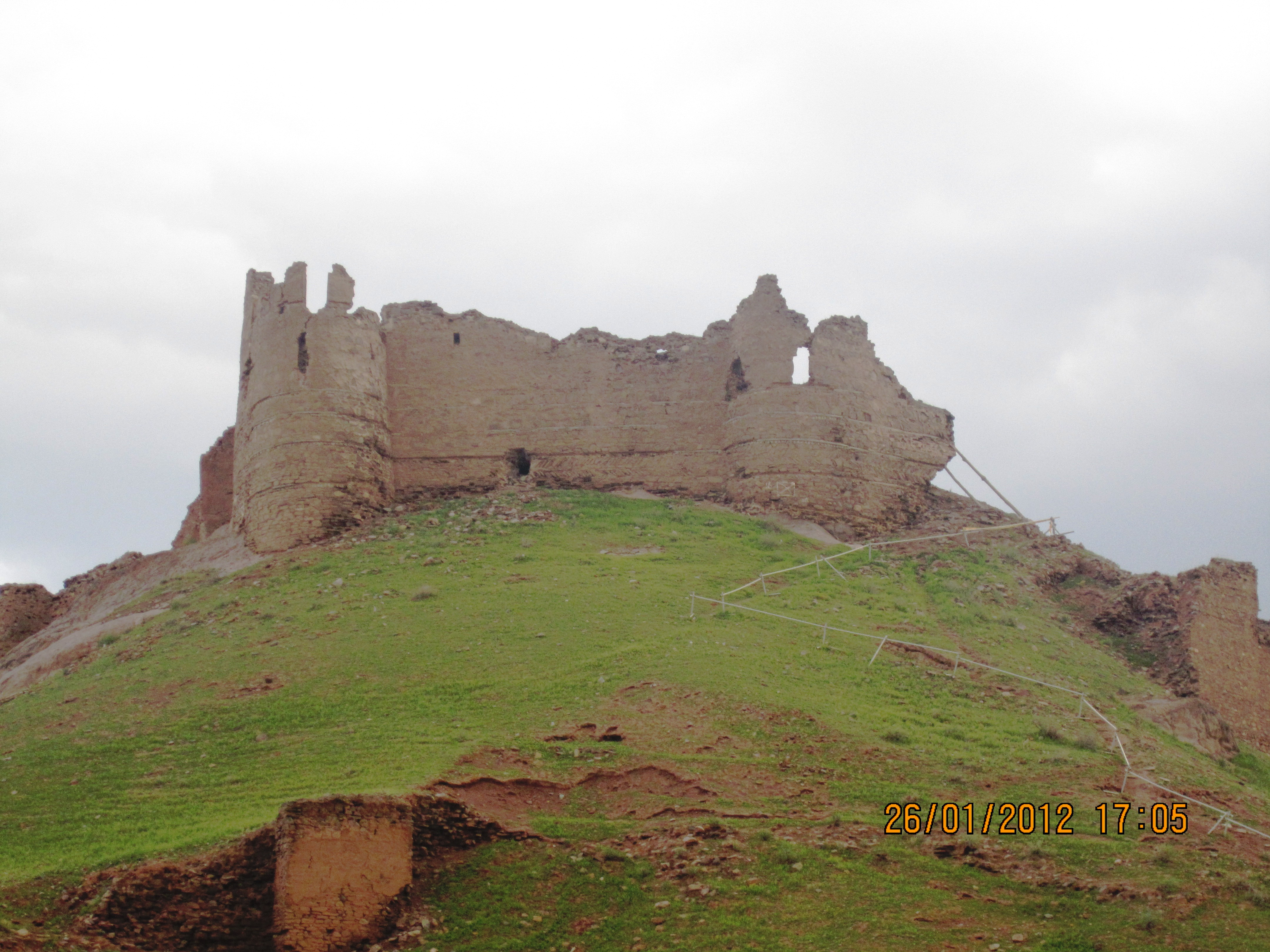
نمایی از قلعهٔ شمیران. سلاریان از زمان‌های دور در میان دیالمه دارای شهرت و معروف بوده‌اند؛ ولی قدرت سیاسی نداشتند؛ تا اینکه قلعه شمیران (که مشخص نیست تاپیش از آن متعلق به چه کسی بوده) را تصرف کرده، درپی تصرف آن با جستانیان رابطهٔ خویشاوندی برقرار و طارم را تصرف می‌کنند؛ و این آغازی برا قدرت گرفتن سلاریان بود.

خاندان‌های دیلمی که از ابتدا تا میانهٔ قرن چهارم هجری تأسیس شدند، عبارتند از سلاریان، خاندان ماکان کاکی و حسن فیروزان، زیاریان، آل بویه.
سالاریان، از زمانی طولانی میان دیلمی‌ها شهرت داشتند ولی دارای نفوذ و قدرت سیاسی نبودند تا اینکه قلعه شمیران را تصرف کردند. آنها در مدت شکل‌گیری قدرتشان، به لنکریان مشهور بودند. در دو قرن اول هجری، تنها سلسلهٔ شناخته‌شدهٔ حاکم بر دیلم برای اعراب مسلمان، سلسلهٔ جستانی بود. خانواده لنکر و طایفه‌ای از دیلم که این خانواده در آن قرار داشتند، تحت نفوذ جستانیان بودند. ظاهراً در آن دوره در دیلم، دو طایفه با دو زبان یا لهجهٔ متفاوت حضور داشته‌اند، که یک طایفه، طایفهٔ جستانیان بوده که شناخته‌شده بوده است و یک طایفه همان طایفه‌ای است که لنکریان از میانشان برخاستند و به این دلیل که در کوه‌ها و قلعه‌های غیرقابل‌دسترس دیلم می‌زیستند، اطلاعات خاصی ازشان در دست نیست. ابوعلی حسین بن احمد در نامه‌ای که به صاحب بن عباد راجع‌به قلعه شمیران نوشته است، معتقد است خانواده لنکر، خانواده‌ای گمنام بودند که تنها به‌دلیل تسلط بر قلعه شمیران و سپس برقراری رابطهٔ خویشاوندی با جستانیان، به قدرت رسیدند.
خاندان کنکر در میان دیلمان پایه و بنیاد استواری نداشتند؛ تا اینکه این دز را تصرف کردند و سپس بلندی همت خود را بدانجا رسانیدند که از جستان وهسودان خواستار پیوند و خویشاوندی شدند جستان با آنکه چهل سال پادشاهی کرده‌بود چون دید شمیران خواهر الموت است ناگزیر تن به این پیوند داد.— نامه‌ای از ابوعلی حسین بن احمد به صاحب بن عباد راجع‌به قلعه شمیران، یاقوت حموی
با وجود عدم قدرت سیاسی سلاریان تا پیش از تصرف قلعهٔ شمیران، نمی‌توان حرف ابوعلی را راجع‌به کوچک و بی‌اهمیت بودن سلاریان پذیرفت؛ زیرا اگر بی‌اهمیت بودند، پادشاه بزرگی همچون جستان با آنها رابطهٔ خویشاوندی برقرار نمی‌کرد. این رابطهٔ خانوادگی حتی باعث شده بود تا سلاریان نام‌های مشخصی از جستانیان را بر فرزندان خود بگذارند، مانند وهسودان، جستان، مرزبان و غیره.

### تضعیف جستانیان
پس از اسلام آوردن اکثریت مردم دیلم توسط داعیان علوی، جستانیان در جنگ‌های علویان با سامانیان، و حتی در کشمکش‌های داخلی میان آنها شرکت می‌کردند که این مسئله باعث تضعیف جستانیان شد. علت دیگر تضعیف جستانیان، رخ دادن اختلافات داخلی میان آنان بود. برای مثال، در حینی که جستان بن وهسودان با پناه دادن به داعیان علوی در مقابل خلافت عباسی قرار گرفته‌بود، برادرش علی بن وهسودان کاملاً حامی خلافت بود و رهبری حامیان خلافت در میان دیلمان را برعهده داشت. او حتی ازسوی خلیفه مدتی به حکومت اصفهان منسوب شد و داعی صغیر را دستگیر کنند و قصد داشت تا او را به بغداد بفرستد.

## سال‌های ابتدایی

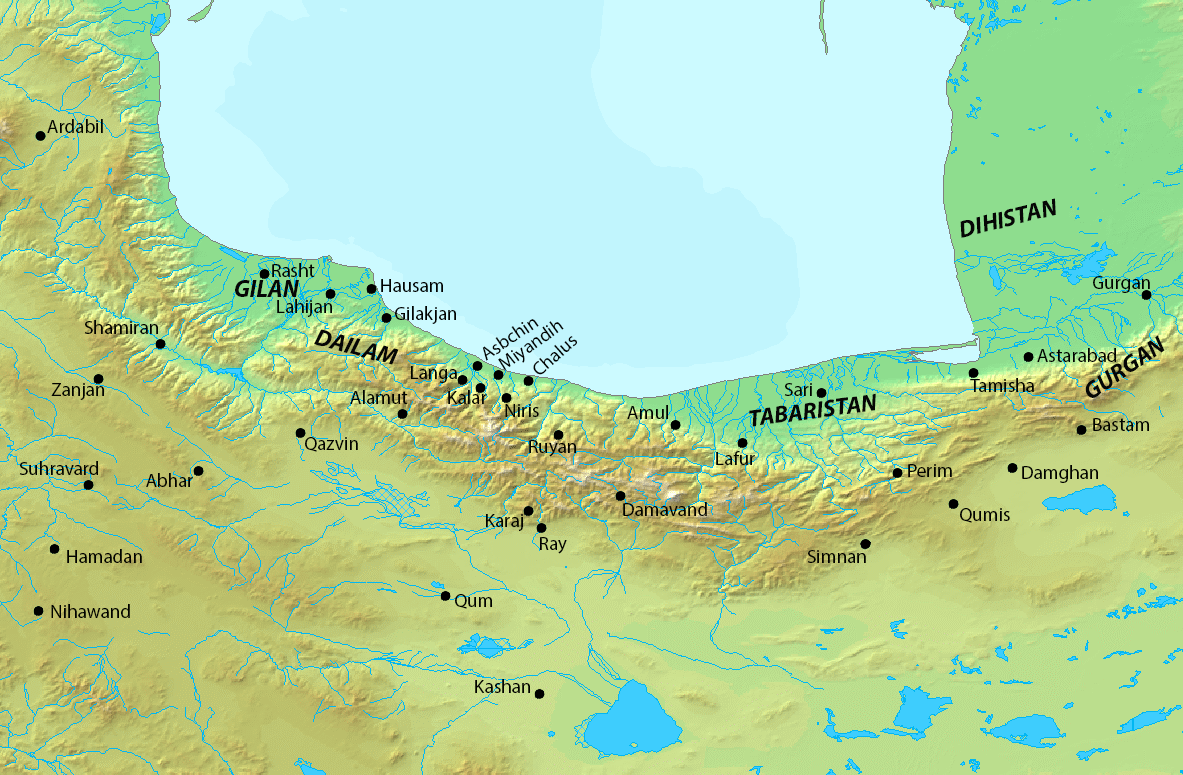
نوار جنوبی دریای طبرستان و مناطق اطراف در میان‌دوره ایرانی. منطقهٔ شمیران قابل مشاهده است.

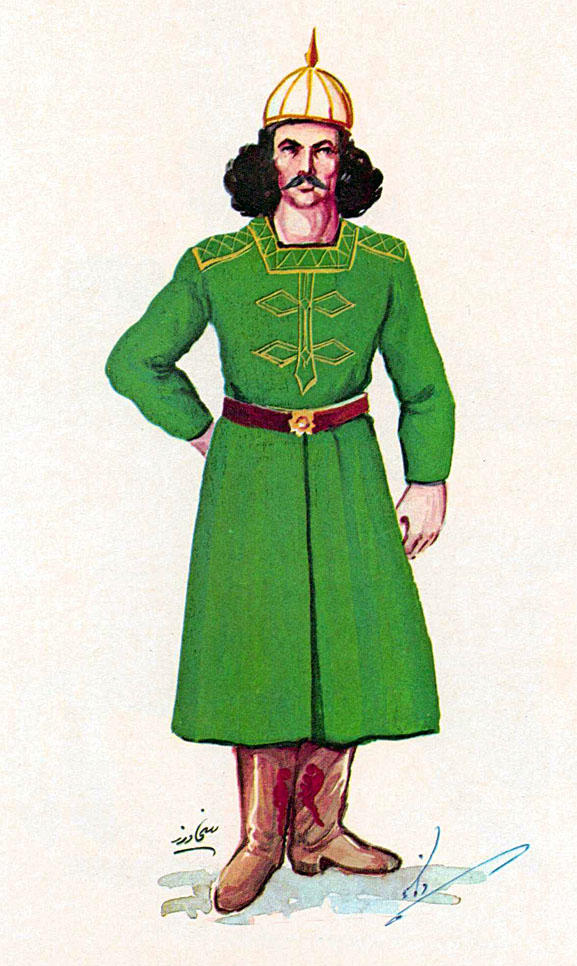
طرحی فرضی از پیاده‌نظام دیلمی؛ پنجاه سال از اسلام آوردن دیالمه نگذشته‌بود که آنها بر بخش بزرگی از جهان اسلام حاکم شدند.

احتمالاً در سال ۳۰۶ یا فاصلهٔ میان سال‌های ۳۰۱ تا ۳۰۴، جستان بن وهسودان به قتل رسید. در این شرایط باعث شدت گرفتن دودستگی میان جستانیان شد و طرفداران جستان درصدد برآمدند تا انتقام او را از علی بگیرند. درچنین‌شرایطی محمد بن مسافر با حمایت از خونخواهان جستان، فرصت را برای رسیدن به کسب قدرت به دست آورد و درهمین‌حال شرایط طبرستان، گیلان و دیلمان نیز برای قدرت یافتن سلّاریان مناسب بود. مرگ ناصر کبیر در سال ۳۰۴، و مهم‌تر از آن، خروج یوسف بن ابی‌الساج از ری، این بستر را برای سلاریان فراهم کرد. مرگ داعی صغیر، و فرار ماکان کاکی از ری، باعث تحول جدیدی در ساختار قدرت سیاسی در منطقه شد که مورخان از آن با عنوان «انتقال قدرت از علویان به دیلمیان» یادکرده‌اند که درپی آن قدرت دیلمیان در مرکز و غرب ایران توسعه یافت. درگیری داعی صغیر با سامانیان و کشمکش میان داعیان علوی و مخالفان گیل و دیلم آنها، موجب شد تا زمینه قدرت یافتن محمد بن مسافر که از این درگیری‌ها دور بود، فراهم شود.
پس از قتل جستان بن وهسودان، برادرزن محمد بن مسافر، به دست علی به وهسودان، برادرزن دیگرش، محمد به جنگ علی رفت و دراین‌هنگام، او سردسته آن گروه از دیلمیان که با خلافت عباسی سر ناسازگاری داشتند محسوب می‌شد. محمد سرانجام علی را کُشت. پس‌ازاین، خسروفیروز، دیگر حاکم جستانی که بر قسمتی از طارم حکومت داشت، علیه محمد شورش کرد؛ اما خسروفیروز نیز در جنگی با محمد کشته‌شد و پس از او پسرش مهدی به خونخواهی پدر و عمو به جنگ محمد رفت و او نیز شکست خورد به اسفار شیرویه پناهنده شد. این جنگ‌ها ۹ سال به طول انجامیدند و سرانجام محمد در سال ۳۱۶، بر اکثریت بلاد دیلم حاکم شد و جستانیان به هوسم و بخش محدودی از رودبار عقب رانده شدند.
اسفار شیرویه در سال ۳۱۶ ماکان کاکی را در ری شکست داد و بر آن شهر حاکم شد. دراین‌هنگام محمد قلعهٔ الموت را تصرف و برادرزاده‌اش، مهدی بن مالک بن محمد، مشهور به سیاه‌چشم را بر آن قلعه حاکم کرد. اسفار درپی فتوحات خود بود تصمیم گرفت به رودبار و طارم حمله، و آن مناطق را تحت استیلای خود درآورد. اما فتح قلعه‌های مستحکمی همچون شمیران و الموت با جنگ ممکن نبود، لذا اسفار ابتدا از طریق صلح و دوستی وارد شد و سپس در فرصتی مناسب، به الموت حمله و سیاه‌چشم را به قتل رساند.
پس از الموت، اسفار درصدد فتح شمیران برآمد و طبق معمول از راه مصالحه وارد شد و برادرش شیرزاد و مرداویج را با هدف اخذ پول یا کسب بیعت، به نزد محمد فرستاد؛ و خودش با سپاهی بزرگ در نزدیکی منطقه آماده شد تا درصورت عدم اطاعت محمد، حمله کرده و او را دستگیر کند. اما محمد در مذاکره با مردوایچ، ضمن یاداوری ستم‌های اسفار به مسلمانان، به او پیشنهاد داد درصورت ترک محاصره، کمک خواهد کرد تا اسفار را شکست داده و جایگزینش شود. مرداویج که خودش نیز دل خوشی از اسفار نداشت، این پیشنهاد را پذیرفت و با محمد بن مسافر و ماکان کاکی متحد شد. او ابتدا شیرزاد، برادر اسفار، و سایر فرماندهان سپاه اعزامی را به قتل رساند و سپس علیه اسفار قیام کرد. محمد، ماکان و مرداویج، در جنگی که در سال ۳۱۸ در اطراف قزوین یا در نزدیکی ری رخ داد، اسفار را شکست دادند. اسفار متواری شد اکثریت سپاهیانش به مرداویج ملحق شدند. مدتی‌بعد در سال ۳۱۹، اسفار درحالی‌که تلاش می‌کرد الموت را فتح کند، کشته‌شد. پس‌ازاین مشخص نیست که آیا محمد و فرزندانش در لشکرکشی‌های مرداویج در مرکز و غرب ایران از سال ۳۱۹ تا ۳۲۳ شرکت داشته‌اند یا نه، اما ابن مسکویه از حضور بلسوار (پیل‌سَوار) بن مالک بن مسافر در سپاه وشمگیر در لشکرکشی وی به آذربایجان خبر می‌دهد که این نشان‌دهندهٔ آن است که محمد و وشمگیر با یکدیگر در صلح بوده‌اند. هرچند از سرنوشت محمد درطی سال‌های ۳۱۹ تا ۳۳۰ اطلاعی در منابع نیست، ولی مشخص است که او دراین‌مدت درصدد تثبیت و تحکیم قدرت خود در قلعه شمیران و مناطق اطراف بوده است.

### سقوط محمد
در سال ۳۳۰ ه‍.ق پسران محمد بن مسافر، مرزبان و وهسودان، با حمایت مادرشان خراسویه، علیه او توطئه، و از حکومت ساقطش کردند.
ابن مسکویه علت این توطئه بدرفتاری و سخت‌گیری‌های دائمی محمد و ترس پسرانش از او عنوان کرده است. محمد فرمان‌روایی باخرد، هوشیار و آبادی‌دوست، ولی بی‌رحم و درشت‌خوی بوده است.
محمد بدسرشت و درشت‌خوی بود و با خاندان خود سخت‌گیری و رفتار ناهنجار داشت. وهسودان پسرش از او ترسناک شده پیش برادرش مرزبان که در یکی از دزهای تارم بود پناه برد. محمد دانست چون دو برادر با هم باشند برایشان دست نخواهد داشت و خواست میانشان جدایی بیندازد نامه‌ای به مرزبان نوشت و او را به نزد خود فراخواند. وهسودان به مرزبان گفت من از تنهایی خود در این دز ترسناکم چه پدرمان در خیال گرفتن من است. مرزبان برادر را نیز همراه برداشت و چون در اثنای راه بودند به پیکی از محمد برخوردند که پنهان پیش مردم آن دز فرستاده و پیغام داده بود وهسودان چون تنها بماند دستگیر کنند و نگهدارند و دز را نیز به مرزبان بار ندهند. مرزبان و وهسودان از این پیک و پیغام در شگفت شده نیت محمد را دربارهٔ خود دانستند و چون به شمیران رسیدند محمد به دز دیگری بیرون رفته بود. مرزبان و وهسودان داستان پیک و پیغام را با مادر خود خراسویه گفتگو کردند و به همدستی او دز را با همه گنجینه و اندوخته محمد تصرف نمودند. محمد چون این خبر بشنید در کار خود حیران ماند و در آن دز که بود تهیدست و تنها بنشست …— ابن مسکویه
پس دستگیری محمد بن مسافر حکومت در طارم، در دست وهسودان بن محمد قرار گرفت؛ وی محمد را در قلعه‌ای محبوس کرد. در همان سال (۳۳۰ ه‍.ق) مرزبان با حمله به آذربایجان، قلمرو سلّاریان را گسترش داد.
به روایت مسعر بن مهلهل، سیاح معروف عرب، محمد هرکجا آثار هنری زیبا می‌دید، هنروران آن آثار با پول زیاد به قلعه شمیران می‌آورد ولی زمانی‌که آنها وارد قلعه می‌شدند، دیگر هرگز اجازه خروج از قلعه را به آنها نمی‌داد. او حتی فرزندان رعایا را از خانواده‌هایشان جدا می‌کرد و به صنعتگران و هنروران می‌سپرد تا کار یاد بگیرند. پس از سقوط محمد، پسرانش مرزبان و وهسودان، این افراد که تعدادشان حدود پنج هزار نفر بوده را از قلعه آزاد کردند و آزادشدگان برای آن دو بسیار دعا کردند. دخل محمد بسیار و خرج او اندک بوده. مسعر همچنین از کوشک‌های قلعه شمیران بسیار تعریف می‌کند و آن را دارای قریب‌به سه هزار خانهٔ بزرگ و کوچک می‌داند.

## مرزبان بن محمد

قلمرو حکومت‌های مختلف در خاورمیانه در سال ۳۳۰ هجری.

### فتح آذربایجان

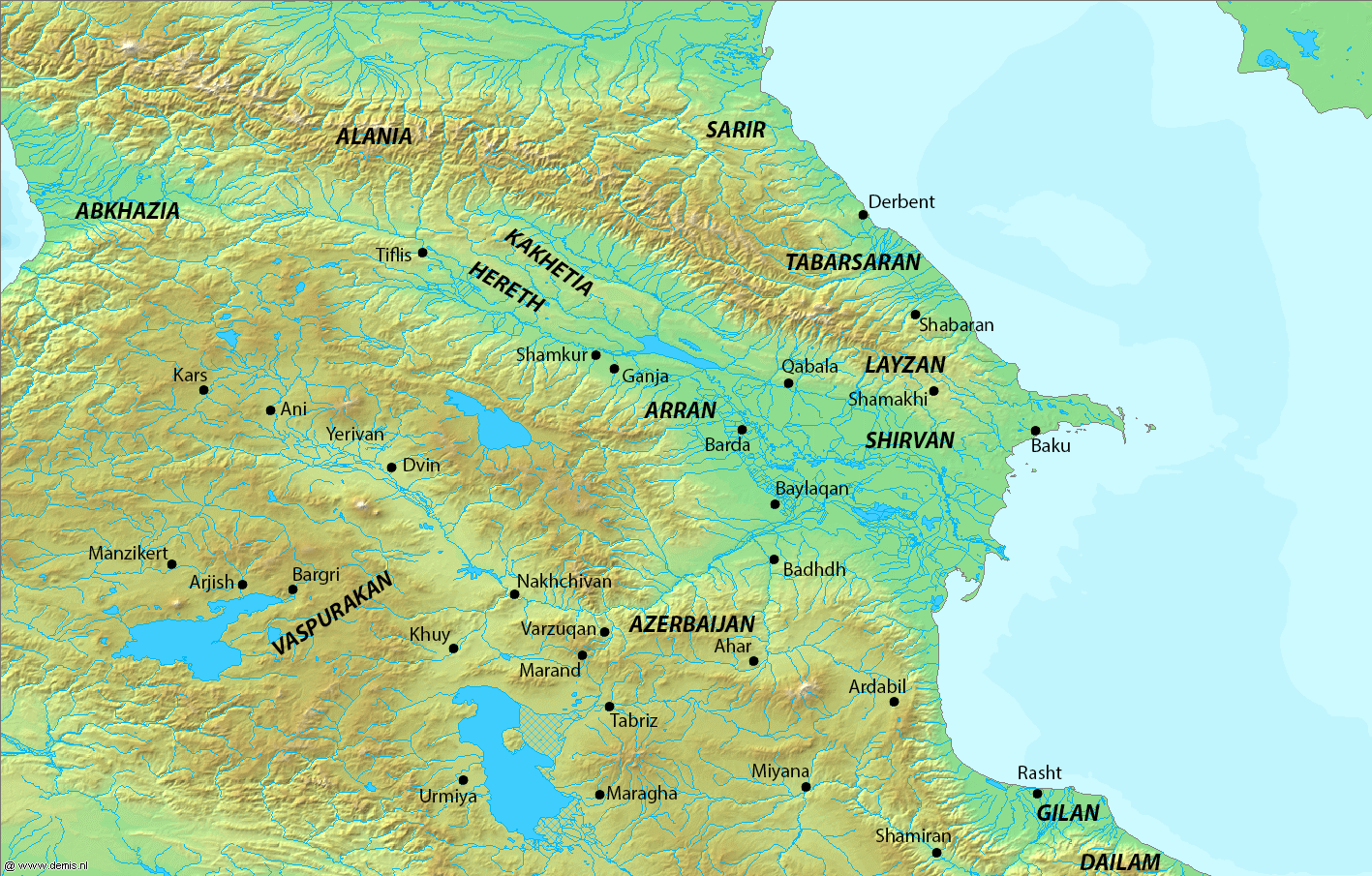
نقشه شهرهای مهم قفقاز و رودخانه‌هایش در میان‌دوره ایرانی.

پس از قتل یوسف بن ابی‌الساج، حاکم ساجیان، در سال ۳۱۵، حکومت او در آذربایجان تا سال ۳۲۳ بین نزدیکانش دست‌به‌دست شد. پس از قتل آخرین آنها، آذربایجان صحنه نبرد میان کردها، دیلمی‌ها، و حمدانیان شد و ازطرفی هیچ حاکم رسمی ازسوی خلافت برای آذربایجان تعیین نشده بود. دیسم الکردی با استفاده از همین خلأ قدرت حاکم آذربایجان شد.
دیسم از خوارج بود ولی وزیری اسماعیلی داشت و دیلمیانی که از زمان وشمگیر در سپاه او بودند به‌سبب مذهب خارجی دیسم از او تنفر داشتند. وزیر دیسم از آذربایجان فرار کرده و به مرزبان پیوست و او را به فتح آذربایجان ترغیب کرد. پس از آن دیلمیان سپاه دیسم نیز به مرزبان ملحق شدند و بدین‌صورت، شکست دیسم قطعی شد. بدین‌ترتیب، مرزبان با استفاده از شکاف‌های قومی و مذهبی میان سپاه دیسم، حمایت‌های برادرش صعلوک (که از سال ۳۲۶ از سرکردگان سپاه دیسم بود) و برخی عوامل دیگر، آذربایجان را فتح کرد.
مرزبان، دوین، اردبیل و تبریز را تصرف کرد و سپس قدرت خود را به بردعه، دربند و همچنین مناطق شمال غربی آذربایجان تسری داد و شروانشاهان نیز تحت فرمان او درآمدند. او پس از فتح آذربایجان، در همان سال ۳۳۰ که دیسم را شکست داده‌بود، سلسلهٔ ساجیان را نیز منقرض کرد.
وهسودان بن محمد نیز در طارم با آنکه حریف قدرتمندی مانند رکن‌الدوله را درمقابل خود داشت، با قدرت حکمرانی می‌کرد و زنجان، ابهر، سهرورد و همچنین بخشی از قزوین را تصرف کرد و چندین قلعه جدید ساخت.
بدین‌ترتیب، حکومت سلاریان که در طارم تأسیس شده بود، ضمن مناطق فتح‌شده توسط مرزبان، زنجان، ابهر، سهرورد و بیشتر مناطق دیلمستان نیز در تصرف آنها بود.

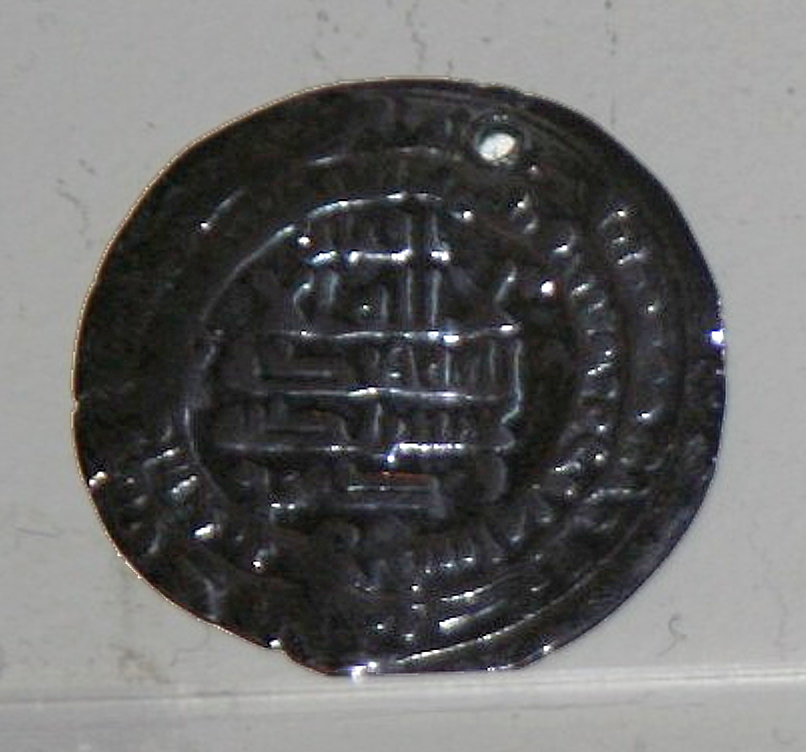
درهم نقره‌ای از مرزبان، موزه ملی تاریخ جمهوری آذربایجان، باکو.

### تهاجم روس‌ها

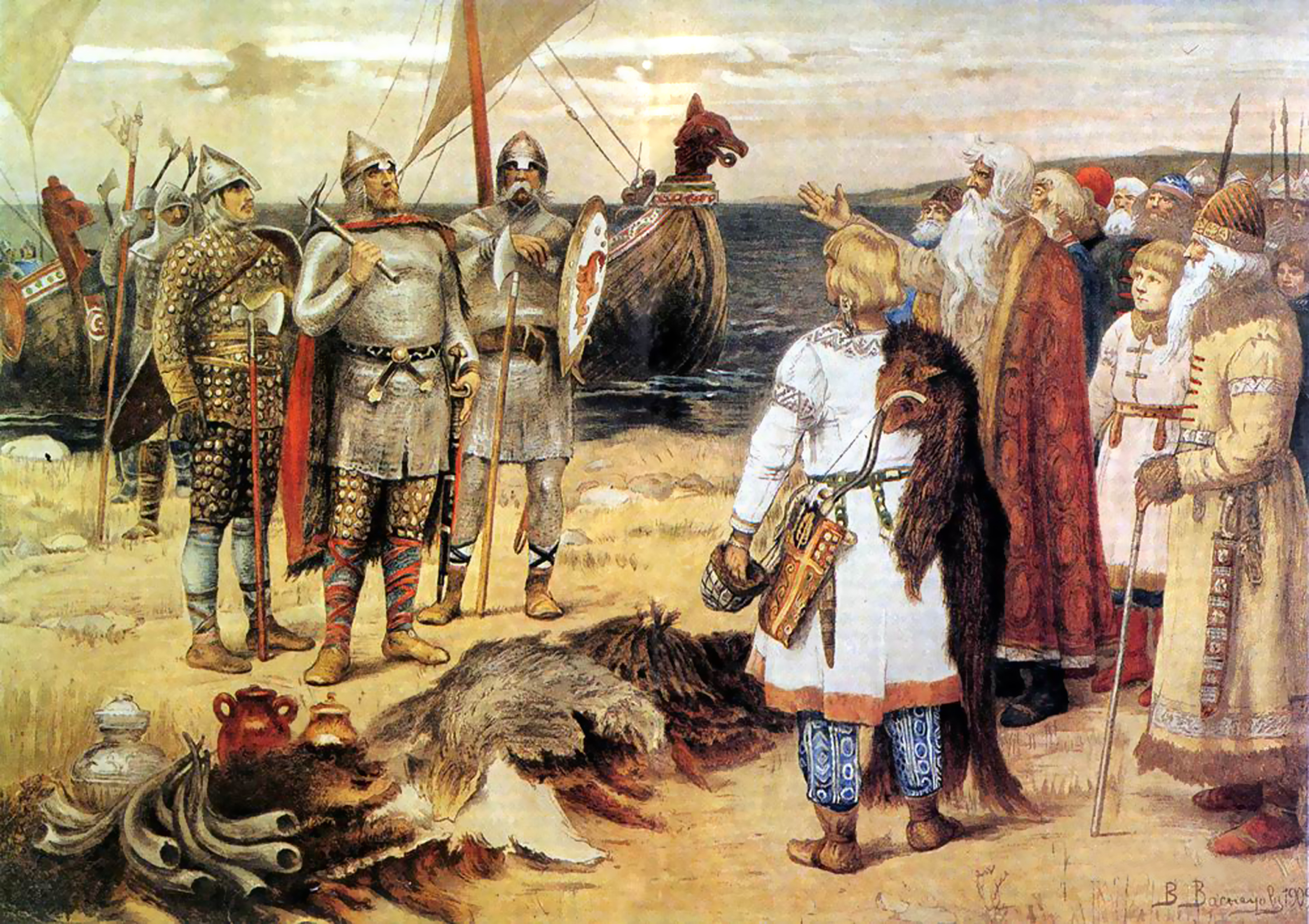
نوعی خاص از وایکینگها را رومی‌ها به نام «روس» می‌نامیدند. این مردمان توسط مسلمانان «وارنگیان» خوانده می‌شدند. نام وارنگیان اشاره به مردمان اسکاندیناوی داشت، به‌شکلی که به دریای بالتیک «دریای ورنگیان» گفته می‌شد.

در سال ۳۳۲، روس‌ها چهارمین حملهٔ خود به سرزمین‌های اسلامی را آغاز کردند. روس‌ها دراین‌زمان ملت بزرگ و مشهوری نبوده‌اند و در سرزمین‌های بالتیک، صدها فرسنگ دور از آران زندگی می‌کردند. زمانی‌که کشتی‌های آنها به ساحل رود کر نزدیک شد، حاکم بردعه به‌همراه ۵۰۰ دیلمی، ۵۰۰ کرد و صعلوک و ۳۰۰۰ نیروی داوطلب به جنگ آنها رفت؛ ولی مسلمانان در کمتر از یک ساعت شکست خورده و بازماندگان به شهر گریختند. حقیقت این بود که مسلمانان روس‌ها را دست کم گرفته‌بودند و آنها را مشابه ارمنیان یا رومیان تصور می‌کردند درحالی‌که چنین نبود. ابن مسکویه نوشته است ملتی خشن و قدرتمند هستند که شکست را نمی‌شناسند و هر فرد از آنها در جنگ یا می‌کشد یا کشته می‌شود. روس‌ها با تعقیب فراریان به بردعه وارد شدند و آن شهر را تصرف کردند. به‌گفته ابن مسکویه به‌نقل از یکی از شاهدان عینی، روس‌ها به مردم گفته‌بودند که با آنها مشکل مذهبی ندارند و درصورت اطاعت مردم، با آنها خوش‌رفتاری خواهند بود. پس از تثبیت قدرت آنان در بردعه، مسلمانان برای بازپس‌گیری شهر حمله می‌کردند و روس‌ها نیز آنها را شکست می‌دادند؛ دراین‌میان مردم بردعه هم با دیدن حملهٔ مسلمانان، تکبیر می‌گفتند و با پرتاب سنگ به‌سوی روس‌ها آنها را آزار می‌دادند. روس‌ها خواستار توقف این اقدام و عدم دخالت مردم در جنگ بودند، ولی اکثریت مردم بردعه به حرف روس‌ها اهمیتی نمی‌دادند. سرانجام روس‌ها از مردم خواستند درطی سه روز بردعه را ترک کنند. کسانی‌که مرکب داشتند از بردعه گریختند، ولی اکثریت مردم در شهر باقی ماندند. در روز چهارم، روس‌ها دست به قتل‌عام گسترده‌ای زدند و بسیاری را کشتند؛ و به زنان و کودکان نیز رحمی نمی‌کردند. روسان قریب به ۱۰ هزار نفر از زنان و غلامان را به دژ داخل شهر بردند و بقیه را به مسجد جامع برده، و خواستند هرکس جان خود را با پول بخرد و هرکس از دادن پول امتناع می‌کرد را می‌کشتند.  روسان طوری محارم زنان مسلمان را هتک حرمت کردند که هیچ مشرکی تا آن زمان نکرده‌بود.
اخبار این جنایت باعث تأثر همگانی در جهان اسلام شد؛ لذا سالار مرزبان، فرمان بسیج همگانی صادر کرد و سپاهی ۳۰ هزار نفره از مجاهدان و جنگجویان داوطلب تشکیل داد و راهی بردعه شد. سپاه مرزبان چندین‌بار با روس‌ها حمله کردند اما این سپاه بزرگ هم برای موفقیت چندانی کسب نکرد و هربار حمله می‌کرد شکست می‌خورد و بدین‌ترتیب جنگ مدت زیادی ادامه یافت. روس‌ها که در خوردن میوه زیاده‌روی کرده‌بودند، دچار وبا شدند و این مسئله تعداد آنها را کاهش داد درادامه مرزبان تلاش کرد روسان را فریب دهد، او به‌ظاهر عقب‌نشینی کرد و عده‌ای از نیروهایش را همان‌جا کمین کردند تا زمانی‌که روس‌ها به تعقیب مرزبان پرداختند سپاه کمین کرده یورش برده و مرزبان هم پس از مدتی برگردد و روس‌ها را شکست دهند؛ ولی روس‌ها در تله نیافتادند و مرزبان فرار کرد؛ ولی با سپاهی از دیلمیان بازگشت و این‌بار روس‌ها تلفات زیادی دادند و باقیمانده سپاه روس به دژ بردعه عقب‌نشینی کردند و دژ نیز توسط مرزبان محاصره شد. روسان میزان زیادی آذوقه در قلعه ذخیره کرده‌بودند و مشکلی برای محاصرهٔ طولانی‌مدت نداشتند. دراین‌هنگام به مرزبان خبر رسید که حمدانیان به آذربایجان حمله، و سلماس را تصرف کرده است. مرزبان اندکی از نیروهایش را باقی گذاشت و برای رفع خطر حمدانیان راه آران را درپیش گرفت. در جنگ کوتاه زمستانی که رخ داد، برف شدیدی شروع به باریدن کرد و باعث فرار سربازان عرب ابن‌حمدان شد. ازطرفی ابن‌حمدان نامه‌ای از پسرعمویش دریافت کرد که از او خواسته بود به‌دلیل رخ دادن درگیری‌های جدیدی از آذربایجان عقب‌نشینی کرده و به موصل برگردد.
آن قسمت از قوای مرزبان که مأمور مبارزه با روس‌ها بودند به محاصره و جنگ ادامه دادند و همزمان، وبا درمیان روس‌ها شدت یافت. وقتی تعداد روسان به‌طرز قابل ملاحظه‌ای کاهش یافت، سرانجام شبانه از قلعه بیرون آمده و به‌سوی رود کر که کشتی‌ها و کشتی‌بانانشان در آنجا قرار داشتند حرکت کردند.

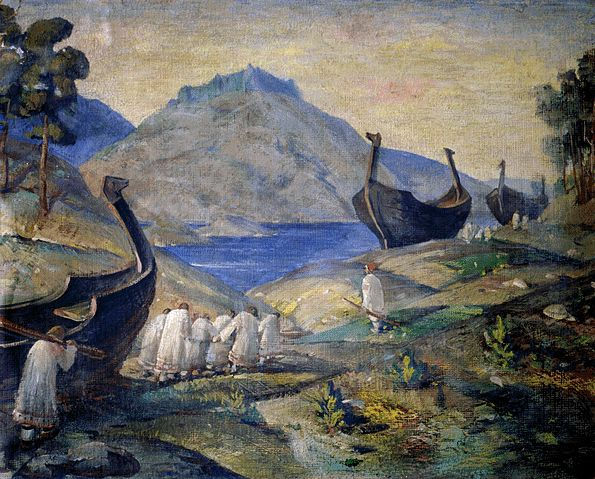
وارنگی‌های روس و درازکشتی‌هایشان اثری از نیکلاس رریخ (۱۹۱۵)

حملات روس‌ها گرچه در نوشته‌های مورخان و جغرافی‌دانان بازتاب گسترده‌ای نداشت؛ ولی درمیان شاعران آرانی، داشت. برای‌مثال نظامی گنجوی اشعاری درهمین‌باره سروده است:
| که فریاد شاها ز بیداد روس     |  | که از مهد ابخاز بستد عروس   |
| ستیزنده روسی ز آلان و ارگ     |  | شبیخون درآورد همچون تگرگ    |
| به تاراج بُرد آن بر و بوم را   |  | که ره بسته باد آن پی شوم را |
| جز از کشتگان که نتوان شمرد    |  | خرابی بسی کرد وبسیار بُرد    |
| همان ملک بردع برانداختند      |  | یکی شهر پرگنج پرداختند      |
| ز چندان عروسان که دیدی بپای   |  | نماند یکی نازنین را به‌جای   |
| همه شهر و کشور را به‌هم برزدند |  | ده و دوده را آتش اندر زدند  |

حضور روس‌ها در بردعه بیش از یک سال طول نکشید. کالان کاتواتسی، نیز مدت حضور آنها را ۶ ماه نگاشته؛ فلذا به‌نظر می‌رسد روس‌ها در اواخر بهار یا اوائل تابستان آمدند و در زمستان از منطقه خارج شدند. حملهٔ روس‌ها وضعیت اقتصادی منطقه را تحت تأثیر قرار داد. بردعه موقعیت و ماهیت خود را به عنوان یک شهر بزرگ از دست داد و این موقعیت، به گنجه رسید. بردعه شهر بزرگ و آبادی بود و ازلحاظ عظمت مشابه بغداد و اصفهان بود؛ اما در این جنگ، تخریب شد و جمعیت آن به یک دهم کاهش یافت.

### حمله به ری، اسارت و مرگ

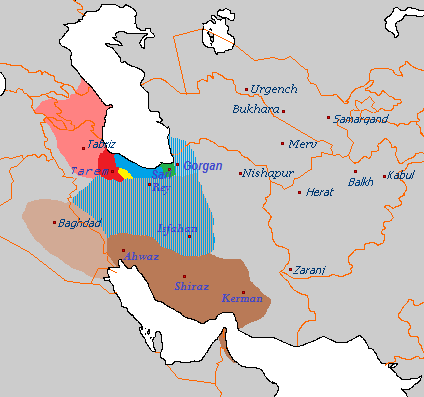
ناحیهٔ قرمز محدودهٔ سلّاریان را نشان می‌دهد. قرمز پررنگ‌تر محدودهٔ شاخه طارم، و قرمز کم‌رنگ‌تر محدودهٔ شاخه آران و ارمنستان و آذربایجان هستند.

در سال ۳۳۵، رکن‌الدوله دیلمی ری را تصرف کرده و بدین‌ترتیب قلمرو آل بویه را تا آن ناحیه رساند. در سال ۳۳۶ مرزبان پیغامی را برای معزالدوله در بغداد فرستاد که محتوای آن روشن نیست؛ اما به‌نظر می‌رسد مرزبان قصد داشته با کمک آل بویه، حمدانیان را از سر راه بردارد. اما محتوای نامه هرچه که بود، معزالدوله را به‌شدت خشمگین کرد به‌طوری‌که به فرستاده مرزبان توهین کرد و دستور داد ریشش را بتراشند. مرزبان بن محمد مرزبان نیز پس از دانستن این ماجرا تصمیم گرفت برای انتقام‌گیری، به ری حمله کند. البته انتخاب ری به‌معنای فراموش کردن بغداد نبود؛ زیرا مرزبان قصد داشت پس از فتح ری به بغداد نیز هجوم ببرد و علت انتخاب ری، نزدیکتر بودن و سهولت دسترسی و حضور برادرش وهسودان برای کمک بود. ازطرفی پناهنده شدن یکی از فرماندهان رکن‌الدوله به مرزبان و رسیدن نامه‌های حمایت‌آمیز ازسوی ری به مرزبان او را برای حمله به ری مصمم‌تر می‌کرد. از علل دیگری که مرزبان را به حمله به ری واداشت، می‌توان آگاهی وی از کشمکش میان نوح بن نصر سامانی و رکن‌الدوله، غنیمت گرفتن میزان زیادی از اموال و اسلحه‌های روس‌ها و مهم‌تر از این‌ها، فتح بغداد توسط معزالدوله بود، زیرا مرزبان خود را از فرزندان بویهٔ ماهیگیر کمتر نمی‌دید. مرزبان پیش از حمله با پدر و برادرش مشورت کرد، محمد او را از این کار منع کرد، ولی مرزبان اهمیتی نداد.
مرزبان پیش از حمله، برادرش وهسودان را بر آذربایجان گماشت و سپس راهی ری شد. رکن‌الدوله به‌محض اطلاع یافتن از این خبر، از برادرانش و ماکان کاکی و حسن فیروزان درخواست کمک کرد و آن قسمت از نیروهایش که در دامغان بودند را نیز فراخواند، زیرا می‌دانست به‌تنهایی قادر به دفع سپاه بزرگ مرزبان نیست. او باوجوداین که از مکاتبه سردارانش با مرزبان خبر داشت، با آنها برخورد نکرد و آنها نیز فریب خوردند و فکر کردند که رکن‌الدوله دیلمی|رکن‌الدوله و مرزبان با هم در شرایط صلح هستند؛ لذا اقدامی علیه رکن‌الدوله انجام ندادند. رکن‌الدوله درخواست از مرزبان درخواست صلح کرد و به او پیشنهاد کرد در صورت بازگشت به آذربایجان، ابهر و قزوین و زنجان را به او بدهد. مرزبان نیز فریب خورد و وارد مذاکره شد؛ اما در حینی که نمایندگان طرفین درحال مذاکره بودند، نیروهای کمکی رکن‌الدوله به یاری او آمدند. رکن‌الدوله بلافاصله خائنین را دستگیر و به سمت مرزبان در قزوین هجوم برد. مرزبان نیز که نمی‌توانست عقب‌نشینی کند به ناچار درگیر شد. در نبرد عده‌ای زیادی ازجمله پدرزن مرزبان کشته شدند و عده‌ای گریختند ولی مرزبان به مقاومت ادامه داد تااین که دستگیر، و در سمیرم زندانی شد. این واقعه به سال ۳۳۸ بوده است.
پس از اسیر شدن مرزبان، بین فرزندان وی، وهسودان، آل بویه و دیسم بر سر کنترل آذربایجان درگیر شدند. آن عده از سپاهیان فراری مرزبان به فرماندهی جستان بن شرمزن و برخی دیگر محمد بن مسافر را از طارم به اردبیل برده و او را حاکم خود کردند. وهسودان نیز از ترس پدر آذربایجان را رها کرد و به طارم بازگشت. اما محمد با سپاهیان آذربایجان نیز بدرفتاری می‌کرد و درنتیجه سپاهیانش مجدداً او را از حکومت ساقط کردند و حتی قصد کشتنش را داشتند؛ لذا محمد به طارم گریخت. وهسودان نیز محمد را زندانی کرد. سرانجام مرزبان در سال ۳۴۱
پس از خروج محمد از آذربایجان سپاهیان محلی یکی از سرداران مرزبان را به حاکمیت برگزیدند. رکن‌الدوله پس از آگاهی یافتن از آشفتگی آذربایجان در سال ۳۳۷، سپاهی را برای فتح آذربایجان فرستاد. این مسئله باعث هراس وهسودان شد زیرا بیم آن می‌رفت که آذربایجان سقوط کند. وهسودان که توانایی مقابله با بوییان را نداشت، دیسم الکردی را که از سال ۳۳۱ در طارم زندانی بود از زندان آزاد کرد بلکه بتواند از نفوذ او میان ایلات کرد علیه آل بویه استفاده کند. سرانجام سپاه بوئیان بدون هیچ موفقیتی به ری بازگشت. درفاصله سال‌های ۳۳۸ تا ۳۴۲ رکن‌الدوله با سامانیان درگیر بود و توانایی ادارهٔ آذربایجان را نداشت و وهسودان نیز احتمالاً از ترس حمله رکن‌الدوله در طارم مانده‌بود. فلذا دیسم آزادانه در آذربایجان حکومت می‌نمود و حتی خود را جزئی از دستگاه سلاریان و نمایندهٔ وهسودان در آذربایجان نمی‌دانست.
در اوایل سال ۳۴۲، مرزبان درپی نقشه‌ای که مادرش خراسویه کشیده بود، موفق شد از زندان فرار کند و حاکم قلعه را به قتل برساند. همزمان با این اتفاق، یکی از فرماندهان مرزبان موسوم به علی بن میشکی که نزد رکن‌الدوله زندانی بود، از زندان فرار کرد و به کوه‌ها رفت. وی با دیلمیان سپاه دیسم مکاتبه کرد و از آنها خواست تا به او ملحق شوند. وی با وهسودان نیز متحد شد و همزمان نامه‌ای از مرزبان به آنان رسید که آزاد شده است و خواسته‌بود مقدمات ورودش به آذربایجان فراهم شود. دیسم برای سرکوب شورش دیلمیان به زنجان رفت ولی به‌دلیل خیانت وزیرش ناچار به بازگشت به اردبیل شد اما در آن شهر هم دیلمیان شورش کردند و دیسم به بردعه فرار کرد. او درادامه تلاش کرد با کمک ارمنیان، با علی بن میشکی مقابله کند ولی مجدداً شکست خورد و به ارمینیه پناه برد. علی بن میشکی به تلاش برای دستگیری دیسم ادامه داد و دیسم پس از آگاهی از این خبر، به بغداد نزد معزالدوله فرار کرد و معزالدوله نیز به او احترام بسیاری می‌گذاشت وبرای او مقرری تعیین کرده‌بود. مرزبان هم با رکن‌الدوله صلح کرد و دخترش را به عقد او درآورد. او تا زمان بیماری و مرگ در سال ۳۴۶ هجری، حکومت کرد. پیش‌مرگ مرزبان در سال شورشی در دربند علیه او رخ داد و مرزبان شخصاً برای سرکوب شورش راهی آنجا شد؛ اما در این میان دیسم با تحریک سران برخی قبایل کرد به آذربایجان بازگشت. به‌دلیل صلح میان مرزبان و بوئیان، معزالدوله سپاهی در اختیار دیسم نگذاشت ولی حمدانیان با این شرط که خطبه به نام آنها کند، سپاهی دراختیار گذاشتند و بدین‌ترتیب دیسم برای سومین بار حاکم آذربایجان شد ولی حکومت او عمر طولانی نداشت و مرزبان پس از مدتی از دربند بازگشت در جنگی که در اواخر ۴۰۴ یا اوائل ۴۰۵ رخ داد مجدداً شکست خورد و باز هم به ارمینیه گریخت؛ ولی با تهدید مرزبان، ارمنیان او را تحویل دادند. مرزبان دیسم را کشت یا او را کور و زندانی کرد.
پس از فتح آذربایجان توسط مرزبان، حکومت سلاریان به دو شاخه تقسیم شد؛ ولی مرزبان فقط حاکم آذربایجان نبود؛ او حاکم کل سلاریان بود و برادرش وهسودان جانشین و نایب او بود. او در سکه‌هایش نام خلیفةالمطيع را آورده است که نشان‌دهندهٔ اطاعت وی از خلیفه عباسی است. اوج قدرت سلاریان نیز در دورهٔ مرزبان بوده است. پس از مرگ او حکومت سلاریان بر آذربایجان چندان دوام نیاورد و مجموع مدتی که سلاریان بر آران و آذربایجان حکومت کردند، تنها حدود ۴۰ سال بود.

## جانشینان مرزبان

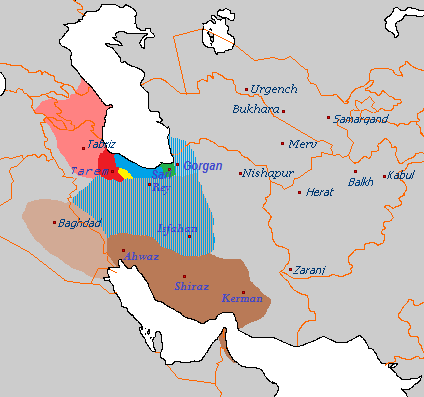
ناحیهٔ قرمز محدودهٔ سلّاریان را نشان می‌دهد. قرمز پررنگ‌تر محدودهٔ شاخه طارم، و قرمز کم‌رنگ‌تر محدودهٔ شاخه آران و ارمنستان و آذربایجان هستند که پس از مرگ مرزبان شکل گرفتند.

مرزبان پیش از مرگ وصیت کرد برادرش وهسودان جانشینش باشد؛ به‌طوری‌که و انگشتر خود و نشانه‌هایی که به‌وسیلهٔ آنها با دژبانان ارتباط برقرار می‌کرد به وهسودان داد. ولی پیش از آن به‌طور پنهانی نزد دژبانانش وصیت دیگری کرده بود و از آنها خواسته بود دژ را به کسی جز فرزندانش ندهند. فرزندان وی جستان، ابراهیم، ناصر، و کیخسرو بودند. وصیت مرزبان اینطور بود که حکومتش به جستان، پس از مرگ جستان به ابراهیم، پس از مرگ ابراهیم به ناصر بسپارند و اگر هیچ‌یک از اینها قادر به فرمانروایی نبودند به برادرش وهسودان بسپارند. اما چنین‌کاری از پادشاه عاقلی همچون مرزبان بعید به‌نظر می‌رسد. شواهد سکه‌شناسی نیز جانشینی وهسودان را تأیید می‌کنند. ازسوی‌دیگر، از زمان خلع محمد بن مسافر از حکومت، تا زمان مرگ مرزبان، او و وهسودان هیچگاه با هم خصومت یا حتی رقابتی هم نداشته‌اند. بنابر روایت ابن مسکویه، تغییر نظر مرزبان پیرامون جانشینش در آخرین روزهای حیات وی بوده است. شاید مرزبان می‌خواسته با این کار برادرش را درمقابل عمل انجام‌شده قرار دهد. اما این احتمال هم هست که مرزبان در وصیتش نامی از فرزندانش نیاورده‌باشد و بزرگان و دژبانان مرزبان، که وهسودان را مانعی برای زیاده‌خواهی‌های خود می‌دیدند و کار با فرزندان جوان و بی‌تجربهٔ مرزبان را راحت‌تر می‌دانستند، تلاش کردند از به قدرت رسیدن وهسودان جلوگیری کنند.
پس از مرگ مرزبان، وهسودان نشانه‌ها و انگشتری را برای دژبانان فرستاد؛ اما دژبانان از تحویل قلعه‌ها به وهسودان خودداری کردند. این مسئله موجب ایجاد کینهٔ شدید وهسودان نسبت‌به برادرزاده‌هایش شد. و به‌تعبیر کسروی: «وهسودان کاری جز این نداشت که به تباهی و نابودی فرزندان برادر خود می‌کوشید.» بدین‌ترتیب پس از دو شاخه شدن حکومت سلاری، این دو شاخه دایماً درحال منازعه و درگیری با یکدیگر بودند.

### جستان بن مرزبان
پس از این مسئله وهسودان به تارم بازگشت و جستان، پسر بزرگ مرزبان، به حکومت رسید. تمام برادران جستان و تمام سرکردگان سپاه مرزبان جز شخصی به نام جستان بن شرمزن (که حاکم ارومیه بود و پس از مرگ مرزبان به فکر استقلال افتاده بود) با وی بیعت کردند. اما طی مدت کوتاهی ناتوانی جستان در حکومت آشکار شد. وی بیشتر اوقاتش را به‌جای رسیدگی به امور مملکت و مبارزه با دشمنان، در حرمسرایش می‌گذرانید.
کمی بعدتر، جستان بن شرمزن به ابراهیم نامه‌ای نوشت و او را به شورش علیه جستان تحریک کرده و وعدهٔ داد از او برای رسیدن به پادشاهی آذربایجان حمایت خواهدکرد. اما در میانهٔ این شورش، با پیشنهاد جستان، مبنی‌بر آزادی یکی از خویشاوندان جستان بن شرمزن از زندان، جستان بن شرمزن ابراهیم را ترک کرد. ابراهیم دانست که اشتباه کرده و به ارمنستان بازگشت، ولی میانهٔ جستان و ابراهیم دشمنی بود. تااین که دو برادر متوجه شدند هدف جستان بن شرمزن ایجاد جدایی میان دو برادر و اخاذی و دریافت پول از هر دوی آنها، و سپس ایجاد قدرت بیشتر برای خود بوده است؛ چنانچه او در این مدت استحکامات دفاعی اطراف ارومیه را افزایش داده و اسلحه زیادی انبار کرده بود. لذا دو برادر آشتی کردند و خواستند به جنگ جستان بن شرمزن بشتابند ولی در این میان المستجیربالله در گیلان قیام کرد. سپاه جستان و ابراهیم، سپاه المستجیربالله و جستان بن شرمزن را شکست دادند. المستجیربالله دستگیر و اعدام شد. جستان بن شرمزن نیز که از میدان جنگ گریخته‌بود، به ارومیه بازگشت و از سرکشی دست برداشت.
در ادامه، وهسودان که قصد انتقام داشت، تلاش کرد رابطهٔ برادران را خراب کند. برای این کار ابتدا ابراهیم را به تارم دعوت کرد و به او بسیار محبت کرد، اما ابراهیم که ماجرای شورش قبلی‌اش را به یاد داشت، به جستان خیانت نکرد. این‌بار وهسودان برای ناصر نامه‌ای فرستاد و وعدهٔ حمایت از او را داد. ناصر این پیشنهاد را پذیرفت و از اردبیل به موغان رفت و شورش کرد؛ در این هنگام عده‌ای کثیری از سپاهیان جستان به ناصر پیوستند، زیرا جستان از عهدهٔ پرداخت مال و علوفه سپاهیان برنمی‌آمد. ناصر که در این هنگام قدرت یافته‌بود، به اردبیل لشکر کشید؛ لذا جستان به قلعهٔ نیر گریخت و ناصر نیز آن قلعه را محاصره کرد. ولی دیری نگذشت که سپاهیان از ناصر مال و علوفه خواستند؛ اما ناصر خود بی‌پول و تهیدست بود و وهسودان نیز عهدشکنی کرده و کمکی نمی‌کرد. ناصر که فهمید فریب‌خورده، پشیمان شد و عذرخواهی کرده و جستان را با احترام از قلعه پائین آورده و با هم به اردبیل رفتند. اما در این هنگام سلاریان آذربایجان به‌سبب بی‌پولی و فقر، ناتوان شده بودند و فرمانروایان بومی نیز سرکشی کرده و خراج نمی‌پرداختند و گردنکشانی هم پیدا شده و هرکدام برای خود مالیات می‌گرفتند؛ همچنین سپاهیان فشار می‌آوردند و مال و علوفه می‌خواستند و جستان و ناصر هم چاره‌ای برای کار پیدا نمی‌کردند.

### قتل جستان و ناصر و درگیری در آذربایجان

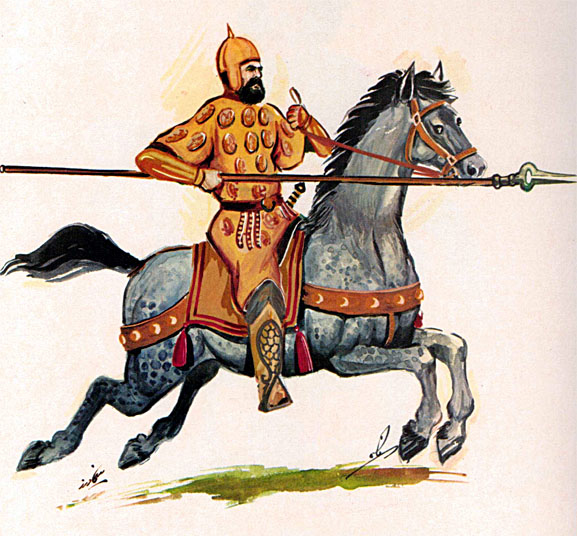
سواره‌نظام دیلمی

جستان و ناصر که راه‌حلی برای مشکلات خود نداشتند، درنهایت تصمیم گرفتند از عموی خود، وهسودان عذرخواهی کنند و کمک بخواهند. پس‌ازاینکه از وهسودان تعهد گرفتند که به آنها آسیبی نرساند، با گروهی از نزدیکان و به‌همراه مادر جستان، راه طارم را درپیش گرفتند. اما کینهٔ وهسودان نسبت به برادرزاده‌هایش تا حدی بود که اصلاً نتوانست حضور آنها را تحمل کند و برخلاف تعهد خود، به‌محض رسیدن گروه، جستان و ناصر و مادر جستان را زندانی کرد و آنها را به‌شدت شکنجه می‌کرد. وی با دادن رشوه به سپاهیان همراه آنها، آنها را ساکت کرد. او فرمانروایی آذربایجان را به پسرش اسماعیل سپرد اما دیگر برادر، ابراهیم، که در ارمنستان بود، وقتی از دستگیری برادرانش مطلع شد سپاهی را برای نبرد با اسماعیل آماده کرد و به مراغه رفت. وهسودان پس از اطلاع از تصمیم ابراهیم، سه زندانی‌اش را به‌طرز بی‌رحمانه‌ای کشت و دستهٔ همراهان آنها را نیز نابود کرد. او سپس نامه‌ای به جستان بن شرمزن و حسین بن محمد (حاکم روادی) نوشت و آنها را علیه ابراهیم تحریک کرد و حمایت کرد. برای اسماعیل نامه‌ای دیگر نوشت که از اردبیل به ابراهیم حمله کند. و بدین‌ترتیب، تقریباً تمام دشمنان ابراهیم را علیه او بسیج کرد. ابراهیم که توانایی مقابله با این همه را نداشت، به ارمنستان فرار کرد و جستان بن شرمزن که از بقیه به مراغه نزدیک‌تر بود آن شهر را تصرف، و لشکرگاه ابراهیم را غارت کرد. چون قتل المستجیربالله در سال ۳۴۹ بوده و جستان مدتی پس از آن (تا زمان مرگ) فعالیت داشته قتل او و ناصر احتمالاً در سال ۳۵۰ بوده است. ازطرفی، در همان سال ۳۵۰ بود که خلیفه برای ابراهیم خلعت فرستاد. بنابر وصیت مرزبان، پس از مرگ جستان، ابراهیم حاکم رسمی سلاریان محسوب می‌شد و حالا از طرف خلیفه خلعت هم دریافت کرده‌بود؛ بااین‌همه از ترس اسماعیل، نمی‌توانست به آذربایجان بازگردد و قدرتش محدود به ارمنستان بود. اما قلمرو اسماعیل تا بردعه گسترش یافته‌بود و این وضعیت تا سال ۳۵۴ ادامه داشت. در نبود ابراهیم، اسماعیل حاکم آذربایجان شد؛ ولی ابراهیم به تلاشش برای مقابله با وهسودان و بازپس‌گیری آذربایجان ادامه می‌داد. او از حاکمان و کرد و ارمنی نیز کمک گرفت و روابط خوبی با جستان بن شرمزن ایجاد کرد تا اینکه در سال ۳۵۳ یا ۳۵۴، اسماعیل به‌طور ناگهانی درگذشت. ابراهیم بلافاصله به آذربایجان لشکر کشید و اردبیل را تصرف کرد و قوای وهسودان از آذربایجان خارج شدند. پس‌ازاین ابراهیم با انگیزهٔ انتقام بابت خون برادران و مادرش و تصرف منطقهٔ اجدادش، به طارم هجوم برد. وهسودان به دیلم فرار کرد و ابراهیم به متصرفات وهسودان وارد شد دست به غارت و تخریب می‌زد و پس از مدتی به آذربایجان بازگشت. اما وهسودان که در دیلم به جمع‌آوری سپاه پرداخته‌بود، لشکری دیگری را روانه آذربایجان کرد. در جنگ، سپاه ابراهیم متلاشی شد و ابراهیم با گروه کم‌تعداد باقیمانده راه ری را در پیش گرفت تا به رکن‌الدوله پناهنده شود. اما افراد وهسودان همه جا به‌دنبال ابراهیم بودند تا جایی که جز خود ابراهیم، تمام همراهانش کشته شدند. وهسودان مجدداً حاضر به خارج شدن از طارم نشد و پسرش نوح را به حکومت آذربایجان گماشت. پس از این ماجرا از سرنوشت وهسودان نیز اطلاعی در دست نیست. این حوادث به سال ۳۵۵ بوده است.

### ادامه و پایان کار ابراهیم
ابراهیم درحالی به رکن‌الدوله پناهنده شد که فقط اسب و سلاحش را به‌همراه آورده بود. رکن‌الدوله از او استقبال و بخشش زیادی نسبت‌به او کرد. پس از این وقایع رکن‌الدوله سپاهی را به سرکردگی ابن عمید به آذربایجان فرستاد و آن منطقه را پس گرفت و دوباره به ابراهیم بازپس داد (کسروی). ابن عمید نوح بن وهسودان را از آذربایجان اخراج، و حمایت طوایف کرد را کسب و جستان بن شرمزن را وادار به تبعیت کرد. اما به‌نظر می‌رسد که ابراهیم نیز مانند برادرش جستان، مردی عیاش و خوشگذران بود و به‌آبادی مملکت توجهی نداشت؛ به‌طوری‌که ابن‌عمید معتقد بود آذربایجان به‌حدی سرسبز است که مالیاتی که می‌توان از آن ناحیه گرفت، برابرست با مالیاتی که رکن‌الدوله از تمام ولایاتش می‌گیرد. به‌همین‌دلیل ابن‌عمید از رکن‌الدوله خواست حکومت آذربایجان را به وی بسپرد و ابراهیم در گوشه‌ای با زنان و مسخرگان خوش باشد. ولی رکن‌الدوله نپذیرفت زیرا معتقد بود مردم خواهند گفت که «رکن‌الدوله به سرزمین پناهندهٔ خود طمع کرد». ابن عمید پس از مشاهده حاصلخیزی آذربایجان و ثروتی که می‌شود از آنجا به‌دست‌آورد، به رکن‌الدوله پیشنهاد کرد دولت بویی مستقیماً اداره آنجا را به‌دست بگیرد و منطقه را به ابراهیم پس ندهند. اما رکن‌الدوله قبول نکرد زیرا این کار را مصداق خیانت به خویشاوندش می‌دانست. اما برخی از پژوهشگران معتقدند رکن‌الدوله از این اقدام اهداف سیاسی داشته است و هدف اصلی‌اش جلوگیری از گسترش نفوذ سامانیان به‌سمت غرب بوده است.
پس از خروج سپاه رکن‌الدوله از آذربایجان، وهسودان در سال ۳۵۶ به اردبیل حمله کرد و ابراهیم که توانایی مقابله با عمویش را نداشت با او مصالحه کرده و بخشی از اراضی‌اش را به وهسودان واگذار کرد. پس‌ازاین از وهسودان و تاریخ مرگش اطلاعی در دست نیست. احتمالاً پس از مرگ او، پسرش نوح به طارم بازگشت و مرزبان بن اسماعیل بن وهسودان (نوهٔ وهسودان) اداره متصرفات پدربزرگش در آذربایجان را برعهده گرفت. پس‌ازاین ابراهیم آرام‌آرام بخش‌های مختلفی از متصرفاتش در قفقاز را از دست داد؛ او از شدادیان شکست خورد و سلاریان از سرتاسر آران بیرون رانده شد و قلمروش فقط به بخشی از آذربایجان محدود شد. پس از ۲۴ سال حکومت، ابراهیم در ۳۷۳ درگذشت.

### ابوالهیجا دیلمستانی
پس از مرگ ابراهیم نیز شخصی مشهور به ابوالهیجا دیلمستانی در ارمنستان و اطراف آن فعالیت می‌کرده است. ابوالهیجا، فرزند ابراهیم بوده است (مینورسکی)(مادلونگ) علی شمس در تاریخ جامع ایران نام اصلی او را وهسودان ذکر می‌کند. سکه‌ای از ابراهیم متعلق به سال ۳۵۵ موجود است که در یک سوی آن نام رکن‌الدوله و در سوی دیگر نام ابراهیم و وهسودان بن ابراهیم آمده که احتمالاً این وهسودان، همان ابوالهیجا دیلمستانی است که ابراهیم، بدین‌صورت او را تلویحاً جانشینی خود کرده است. او در طی فعالیتش کلیساها و صومعه‌ها را به آتش کشید اما از ابودلف شیبانی شکست خورد و برای دریافت کمک به دربار بیزانس رجوع کرد ولی تلاش‌هایش بی‌فایده بود و سرانجام در سال ۳۷۹ یا ۳۸۰ توسط غلامانش کشته شد.

## سلّاریان طارم

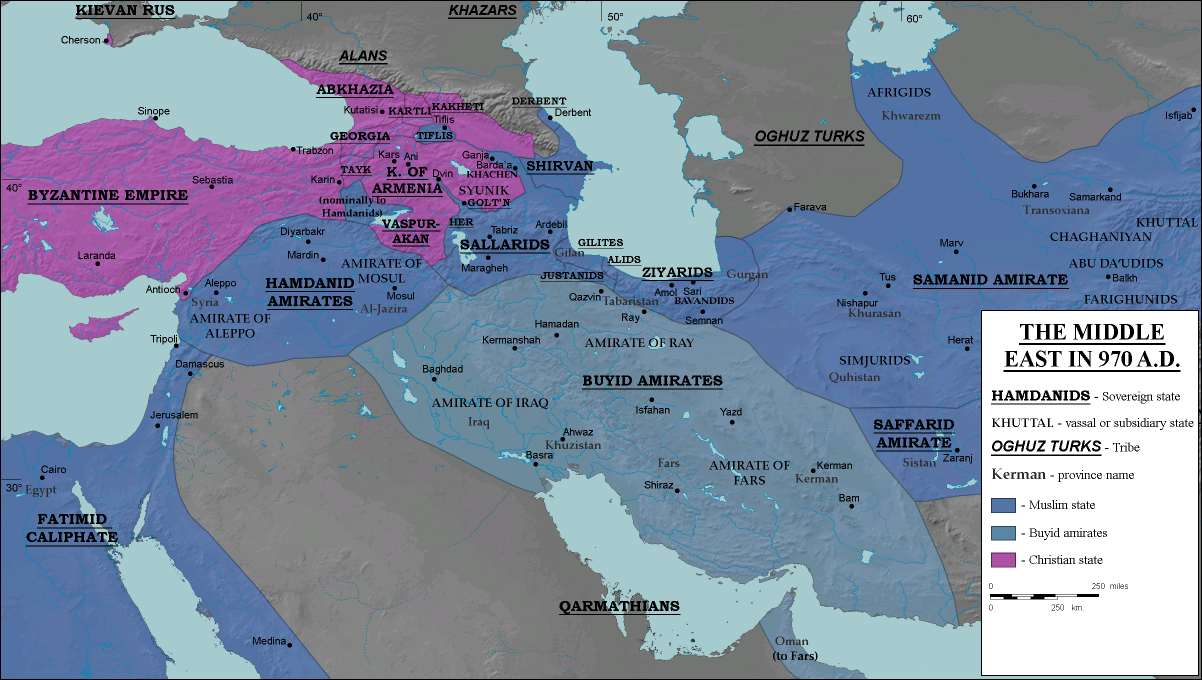
خاورمیانه در حدود ۳۶۰ قمری.

نخستین فرمانروای سلّاری طارم، محمد بن مسافر بوده است؛ و جانشین او وهسودان بن محمد بود. پس از اینکه سلاریان آذربایجان را از دست دادند، حیات این حکومت در دیلم و طارم و شمیران ادامه یافت.

### نوح بن وهسودان و پسرش
از سال ۳۶۹ که ابن مسکویه از دستگیری ابراهیم خبر می‌دهد تا سال ۴۲۰ که ابن اثیر برای نخستین بار از وهسودان روادی نام می‌برد، جز در برخی منابع ارمنی (و آن هم به‌صورت محدود) هیچ اطلاعی از سلاریان در تاریخ نیست و کسروی از این دوران با عنوان «تاریکی پنجاه ساله» یاد می‌کند. سلاریان حکومت بر آران و آذربایجان و ارمنستان را در همین دوران از دست می‌دهند و آذربایجان مجدداً به‌دست روادیان می‌افتد. در سال ۳۷۹، فخرالدوله دیلمی بر قلعهٔ شمیران حاکم شد؛ پیش‌از او حکومت این قلعه به پسرِ نوح بن وهسودان رسیده بود که چون این پسر کودکی کم‌سن‌وسال بود امور قلعه توسط مادرش رسیدگی می‌شد. فخرالدوله با این زن ازدواج کرده و دختری از خویشاوندان خودش به پسر او داد و بدین‌ترتیب قلعه را به‌دست‌آورد. به‌نظر می‌رسد نام این بچه، جستان بوده است. گویا فخرالدوله پیش از روی آوردن به اقدام از طریق خویشاوندی برای تصاحب کردن قلعه، سپاهی را برای فتح قلعه اعزام کرده‌بود ولی این سپاه موفقیتی کسب نکرده‌بود. براین‌اساس که پسر نوح بن وهسودان به پادشاهی قلعه رسیده بود، می‌توان گفت که پیش از این پسر، پدرش نوح بن وهسودان فرمانروایی می‌کرده است و درواقع نوح، جانشین پدرش وهسودان بوده است. پیش‌ازاین، پس از فرار ابراهیم به ری و پناهنده شدنش به رکن‌الدوله، نوح به نمایندگی از پدرش وهسودان در آذربایجان به فرمانروایی رسیده بود. دراین‌زمان، باتوجه به حکومت فردی از آل بویه بر قلعهٔ شمیران، می‌توان گفت این سلسله به‌طور ناگهانی از بین رفته بودند زیرا هیچ شخصی از سلاریان در هیچ‌کجا حکومت نمی‌کرد. پس از مرگ فخرالدوله در سال ۳۸۷، سالار ابراهیم به حکومت رسید.

### سالار ابراهیم
ابراهیم بن مرزبان بن اسماعیل بن وهسودان، معروف به سالار ابراهیم یا سالار طارم، پس از مرگ فخرالدوله در سال ۳۸۷، زنجان، ابهر، سهرورد و طارم را تحت فرمان خود درآورد. تمام سلاریان به لقب سالار یا سلّار مشهور بوده‌اند، ولی برخی از آنها مانند همین ابراهیم، با این عنوان مشهورتر بوده‌اند. از زندگی او پیش از به حکومت رسیدنش اطلاعاتی در دست نیست. در سال ۴۲۰، غزنویان ری را تصرف کرده و حاکم بویی را دستگیر کردند. مسعود زنجان و ابهر را هم تصرف کرده‌بود و پس از خروج محمود، درگیری‌هایی میان ابراهیم و مسعود رخ داد. در این درگیری‌ها ابراهیم دائماً پیروز می‌شد اما سرانجام شکست خورد و دستگیر شد. معلوم نیست پس از دستگیری چه اتفاقی برای ابراهیم افتاد، اما روایتی از ابن‌اثیر در سال ۴۲۷، نشان می‌دهد که در آن سال باوجودی که ری و اطراف آن هنوز توسط غزنویان اداره می‌شد، طارم همچنان تحت حاکمیت سلاریان قرار داشت. البته به‌نظر می‌رسد حاکمی که در آن سال بر طارم فرمانروایی می‌کرده، جستان بن ابراهیم (فرزند سالار ابراهیم) بوده است و نه خود ابراهیم.

### جستان بن ابراهیم
جستان بن ابراهیم، که به گفته ناصرخسرو (در سال ۴۳۸)، نام خود را در نامه‌ها چنین می‌نویسد: مرزبان‌الدیلم، جیل جیلان ابوصالح مولی امیرالمؤمنین، در جنگ پدرش با سلطان مسعود غزنوی حضور داشت. ناصرخسرو که درطی سفرش از محدودهٔ جستان عبور می‌کند، او را فرمانروایی بسیار عادل و نیرومند معرفی می‌کند. از گفته‌های او پیداست جستان یکی از بهترین فرمانروایان دورهٔ خود بوده است.
در کنار ولایت طارم، قلعه‌ای بلند، بنیادش بر سنگ خاره نهاده است و سه دیوار در گرد او کشیده و کاریزی به میان قلعه فروبرده تا کنار رودخانه که از آنجا آب برآورند و به قلعه برند و هزار مرد از مهترزادگان ولایت در آن قلعه هستند؛ تا کسی بی‌راهی و سرکشی نتواند کرد و گفتند آن امیر را قلعه‌های بسیار در ولایت دیلم باشد و عدل و ایمنی تمام باشد چنان‌که در ولایت او کسی نتواند از کسی چیزی ستاند و مردمان در در ولایت وی به نماز آدینه روند، همه کفش‌ها را بیرون مسجد گذارند و هیچ‌کس کفش آن کسان را نبرد.— سفرنامه ناصرخسرو، ناصرخسرو قبادیانی
ناصرخسرو درحین بازگشت از سفرش، از میان همهٔ مناطقی که بازدید کرده، چهار منطقه را دارای امنیت معرفی می‌کند که یکی از این چهار منطقه را «دیلمستان در زمان امیرامیران، جستان بن ابراهیم» معرفی می‌کند.

### مسافر بن ابراهیم
مسافر، آخرین حاکم سلّاریان است. مادلونگ او را برادر جستان، (پادشاه پیشین) و فرزند سالار ابراهیم می‌داند. اما کسروی معتقد است که از نسب او هیچ اطلاعی در دست نیست. در سال ۴۵۴ طغرل بیک به طارم لشکر کشید و مسافر پذیرفت سالیانه صدهزار دینار خراج بپردازد.
پس از مسافر، دیگر نامی از سلاریان در تاریخ نیست؛ اما یاقوت حموی دربارهٔ قلعه شمیران می‌نویسد: «خداوندگار الموت، ویرانش ساخت.» از روی این جمله می‌توان حدس زد که نابودی این سلسله به دست اسماعیلیان الموت صورت گرفته‌باشد. ازطرفی اسماعیلیان در اواخر قرن پنجم و اوائل قرن ششم بر سرتاسر دیلمستان، رشته‌کوه البرز فرمانروایی می‌کردند و دلیلی نداشته تا سلاریان را به حال خود رها کنند و نابودشان نکنند.نابودی سلاریان، اندکی پس از اطاعت آنان از طغرل بیک و قبول پرداخت خراج سالیانه بوده است.

## نکات
1. ↑  اولین فرد از این حکومت که نامش در تاریخ آمده است.[۱۰]
2. ↑  ظاهراً جستان خواهر محمد بن مسافر را به همسری گرفت و دختر خودش را به او داد.[۴۰]
3. ↑  علت این احتمالاً شورش ترس خسروفیروز از انقراض جستانیان به‌دست محمد بن مسافر بوده است زیرا خسروفیروز از نظر فکری نیز با برادرش علی همفکر نبود از داعیان علوی حمایت می‌کرد.
4. ↑  درهنگام محاصرهٔ شمیران، ماکان کاکی نیز در شمیران و در کنار محمد بن مسافر حضور داشت.[۵۰]
5. ↑  کالان کاتواتسی، تاریخ‌نگار ارمنی، که کتابش را در حدود ۳۷۰ هجری نوشته است، آورده است که زنان بردعه قصد داشتند شربت زهرآلودی را به روس‌ها بخورانند، ولی روس‌ها متوجه شدند و پس‌ازاین واقعه قتل‌عام مردم شهر علی‌الخصوص زنان شهر صورت گرفت.
6. ↑  در سرزمین روس‌ها، میوه اندکی وجود داشت و همانقدر اندک هم از مناطق دیگر آورده می‌شد.[۷۴] امروزه نیز روسیه واردکنندهٔ بزرگ محصولات کشاورزی است.[نیازمند منبع]
7. ↑  روسان همواره سهمی از غنائم به‌دست‌آمده را برای کشتی‌بانان می‌فرستادند.
8. ↑  روس‌ها که به‌طور ناگهانی ناچار به عقب‌نشینی و فرار شده بودند میزان زیادی از اموال و اسلحه‌هایشان را از خود به‌جا گذاشتند که این مسئله مرزبان را مغرور کرده و به اندیشه فتح گیلان انداخته‌بود.
9. ↑  مرزبان مجموعاً ۱۶ سال حکومت کرد.[۹۴]
10. ↑  مرزبان نام کیخسرو را به‌دلیل سن پائین نیاورده‌بود. کیخسرو در آن زمان کودکی کم‌سن‌وسال بود.[۱۰۱]
11. ↑  وهسودان و مرزبان دو برادر پشتیبان و یاور همدیگر بوده‌اند و همین موضوع موجب فتح آذربایجان و آران و ارمنستان توسط مرزبان شد و مرزبان را به یکی از بزرگ‌ترین فرمانروایان آن زمان تبدیل کرد.[۱۰۳] از آنها سکه‌های مشترکی نیز کشف شده است.[۱۰۴]
12. ↑  ابراهیم در آن‌زمان حاکم ارمنستان بود.
13. ↑  اسحاق بن عیسی، پسر خلیفه المتکفی‌بالله، در سال ۳۴۹ در گیلان ظهور کرده بود و خود را المستجیربالله می‌خواند. وی وعدهٔ رسانیدن برگزیده‌ای از خاندان پیغمبر را می‌داد. آن گروه از گیلانیان که مذهب سنی داشتند به وی پیوستند. جستان بن شرمزن به او نامه‌ای نوشت و او را به موغان فراخواند و وعده داد برای او سپاهی جمع‌آوری کند و آذربایجان را برایش فتح کند و سپس از آنجا به عراق حمله کنند و وی را به خلافت برسانند.
14. ↑  جستان بن ابراهیم، پس از سرکوب المستجیربالله، خبرش را برای خلیفه فرستاد و گویا در نامهٔ خود نوشته‌بود که وی را اعدام کرده، ولی ابن مسکویه در این مورد اظهار تردید می‌کند که روایت دیگری نیز هست که المستجیربالله در زندان به مرگ عادی مُرد.
15. ↑  قلعه‌ای در ۶ فرسنگی اردبیل است که هم‌اکنون روستایی به همین نام در آنجا قرار دارد.
16. ↑  گویا در همین زمان‌ها، وهسودان و رکن‌الدوله درحال جنگ با یکدیگر بودند. بنگرید به #وهسودان بن محمد
17. ↑  رکن‌الدوله، دختر سالار مرزبان را به همسری داشت و این زن، مادر ابوالعباس، پسر رکن‌الدوله بود. این حوادث در سال ۳۵۰ بوده است.
18. ↑  گرچه مادلونگ شخصی که طغرل از او خراج گرفته را مسافر معرفی می‌کند؛ ولی کسروی آن شخص را جستان بن ابراهیم، (پادشاه قبل از مسافر) می‌داند. این رویداد در سال ۳۴۳ بوده است.[۱۵۵]

## فهرست منابع

### فارسی
- شمس، اسماعیل (۱۳۹۳).  سجادی، صادق، ویراستار. تاریخ جامع ایران. ج. هفتم. مرکز دائرةالمعارف بزرگ اسلامی.
- احمد کسروی (۱۳۰۷). شهریاران گمنام. تهران: نشر دنیای کتاب.
- شاهمرادی، سید مسعود (۱۶ فروردین ۱۳۹۵). «آل مسافر و تشیع در دیلم و آذربایجان در قرن چهارم هجری».

### انگلیسی
- «mosaferids». Iranicaonline. دریافت‌شده در ۲۰۲۱-۰۵-۰۹.
- Madelung, W. (1975). "The Minor Dynasties of Northern Iran".  In Frye, R.N. (ed.). The Cambridge History of Iran, Volume 4: From the Arab Invasion to the Saljuqs. Cambridge: Cambridge University Press. pp. 198–249. ISBN 978-0-521-20093-6.
- Ryzhov, K.V (2004). All the monarchs of the world. Muslim East VII-XV centuries. Veche. ISBN 5-94538-301-5.
- Bayne Fisher, William (1975). The Cambridge History of Iran, Том 4. Cambridge University Press. ISBN 978-0-521-06935-9.